# Como Calcio 1995-1996
Questa voce raccoglie le informazioni riguardanti il Como Calcio nelle competizioni ufficiali della stagione 1995-1996.

## Stagione
Nella stagione 1995-1996 il Como, dopo l'amara retrocessione che ha dovuto assorbire, disputa il girone A del campionato di Serie C1. La squadra raccoglie 51 punti con il quinto posto finale, partecipando ai playoff, nei quali ha superato la Spal nelle semifinali, perdendo la finale con l'Empoli. Salgono in Serie B il Ravenna e l'Empoli. Affidato al tecnico Alessandro Scanziani il Como ha potuto contare sulle qualità realizzative di Luca Cecconi, che con 22 centri è risultato il migliore del girone A. Dopo una partenza con il freno a mano tirato, il campionato dei lariani ha preso slancio, con la promozione che è sfumata nella coda regolamentare dei playoff, proprio nella finale in gara unica, persa a Modena il 22 giugno contro l'Empoli (1-0). Nella Coppa Italia nazionale i biancoazzurri escono subito nel primo turno superati dal Pescara che è passato al Sinigaglia. Nella Coppa Italia di Serie C il Como entra in scena nel terzo turno, avendo partecipato alla Coppa Italia nazionale, ma non lo supera, eliminato nel doppio confronto dal Lecco.

## Rosa
| N. |                   | Ruolo | Calciatore          |
| -- | ----------------- | ----- | ------------------- |
|    | Italia (bandiera) | P     | Mirko Ferrario      |
|    | Italia (bandiera) | P     | Michele Nicoletti   |
|    | Italia (bandiera) | P     | Ezio Zanin          |
|    | Italia (bandiera) | D     | Paolo Bravo         |
|    | Italia (bandiera) | D     | Gian Mario Consonni |
|    | Italia (bandiera) | D     | Carmelo Dato        |
|    | Italia (bandiera) | D     | Riccardo De Luca    |
|    | Italia (bandiera) | D     | Marco Pedotti       |
|    | Italia (bandiera) | D     | Lorenzo Severi      |
|    | Italia (bandiera) | D     | Luca Ungari         |
|    | Italia (bandiera) | D     | Giuseppe Zappella   |
|    | Italia (bandiera) | C     | Attilio Bonomi      |

| N. |                   | Ruolo | Calciatore            |
| -- | ----------------- | ----- | --------------------- |
|    | Italia (bandiera) | C     | Cristian Boscolo      |
|    | Italia (bandiera) | C     | Mattia Collauto       |
|    | Italia (bandiera) | C     | Diego De Ascentis     |
|    | Italia (bandiera) | C     | Giorgio Del Signore   |
|    | Italia (bandiera) | C     | Massimiliano Ferrigno |
|    | Italia (bandiera) | C     | Roberto Galia         |
|    | Italia (bandiera) | C     | Luca Lomi             |
|    | Italia (bandiera) | C     | Achille Mazzoleni     |
|    | Italia (bandiera) | C     | Gianluca Zambrotta    |
|    | Italia (bandiera) | C     | Giorgio Zamuner       |
|    | Italia (bandiera) | A     | Luca Cecconi          |
|    | Italia (bandiera) | A     | Fabio Vignaroli       |

### Calciatori ceduti durante la stagione
| N. |                   | Ruolo | Calciatore                                        |
| -- | ----------------- | ----- | ------------------------------------------------- |
|    | Italia (bandiera) | C     | Alberto Colombo (al Palazzolo da gennaio 1996)    |
|    | Italia (bandiera) | D     | Giovanni Rossi (all'Alessandria da novembre 1995) |

## Staff tecnico e dirigenza
| Medico sociale: | Enrico Fermi       |
| Fiseoterapista: | Riccardo Camesasca |

## Risultati

### Campionato

#### Girone di andata
| Como 27 agosto 1995 1ª giornata | Como            | 0 – 0 | Massese | Stadio Giuseppe Sinigaglia\| Arbitro: \| Sirotti (Forlì) \| |
| Arbitro:                        | Sirotti (Forlì) |       |         |                                                             |

| Arbitro: | Cardella (Torre del Greco) |

|  |           |                  |
|  | Marcatori | 47’, 86’ Cecconi |

| Arbitro: | Urbano (Carbonia) |

|                    |           |  |
| Boscolo 17’ (aut.) | Marcatori |  |

| Arbitro: | Calabrese (Avezzano) |

|  |           |                           |
|  | Marcatori | 45+1’ Colacone 89’ Tognon |

| Arbitro: | Pirrone (Messina) |

|                  |           |  |
| Benfari 16’, 43’ | Marcatori |  |

| Como 1º ottobre 1995 6ª giornata | Como                  | 0 – 0 | Carpi | Stadio Giuseppe Sinigaglia\| Arbitro: \| N. Ayroldi (Molfetta) \| |
| Arbitro:                         | N. Ayroldi (Molfetta) |       |       |                                                                   |

| Saronno 8 ottobre 1995 7ª giornata | Saronno             | 0 – 0 | Como | Stadio Colombo-Gianetti\| Arbitro: \| Mandolito (Cosenza) \| |
| Arbitro:                           | Mandolito (Cosenza) |       |      |                                                              |

| Arbitro: | Zaltron (Bassano del Grappa) |

|                                                         |           |                 |
| Collauto 18’ Cecconi 24’ (rig.), 57’ (rig.), 82’ (rig.) | Marcatori | 23’ (aut.) Dato |

| Arbitro: | Manari (Teramo) |

|            |           |  |
| Fresta 15’ | Marcatori |  |

| Arbitro: | Pascariello (Lecce) |

|             |           |                      |
| Labardi 25’ | Marcatori | 36’ lomi 67’ Cecconi |

| Arbitro: | Sciamanna (Ascoli Piceno) |

|                          |           |              |
| Cecconi 3’ Vignaroli 88’ | Marcatori | 78’ Di Mella |

| Arbitro: | Cossero (Udine) |

|  |           |               |
|  | Marcatori | 75’ Vignaroli |

| Arbitro: | Linfatici (Viareggio) |

|                                       |           |         |
| Cecconi 17’ (rig.), 40’ Vignaroli 67’ | Marcatori | 7’ Nino |

| Como 3 dicembre 1995 14ª giornata | Como               | 0 – 0 | Ravenna | Stadio Giuseppe Sinigaglia\| Arbitro: \| Gambino (Barletta) \| |
| Arbitro:                          | Gambino (Barletta) |       |         |                                                                |

| Fiorenzuola d'Arda 10 dicembre 1995 15ª giornata | Fiorenzuola      | 0 – 0 | Como | Stadio Comunale\| Arbitro: \| Pizzini (Verona) \| |
| Arbitro:                                         | Pizzini (Verona) |       |      |                                                   |

| Arbitro: | Gabriele (Frosinone) |

|             |           |                      |
| Cecconi 68’ | Marcatori | 39’ Giorgio 52’ Erba |

| Arbitro: | Sputore (Vasto) |

|                 |           |             |
| P. Bernardi 33’ | Marcatori | 8’ Zappella |

#### Girone di ritorno
| Arbitro: | Cavuoti (Vasto) |

|                      |           |             |
| Lorenzini 30’ (rig.) | Marcatori | 22’ Cecconi |

| Arbitro: | Strazzera (Trapani) |

|             |           |                               |
| Cecconi 91’ | Marcatori | 10’ Martuscello 54’ Nicoletti |

| Arbitro: | S. Ayroldi (Salerno) |

|              |           |  |
| Ferrigno 89’ | Marcatori |  |

| Arbitro: | Ingenito (Nocera Inferiore) |

|                |           |             |
| Calcaterra 85’ | Marcatori | 83’ Zamuner |

| Arbitro: | Cito (Nichelino) |

|                   |           |  |
| Ferrigno 63’, 64’ | Marcatori |  |

| Arbitro: | Innocente (Udine) |

|              |           |                                                    |
| Lunardon 74’ | Marcatori | 13’ Ferrigno 15’, 70’ (rig.) Cecconi 28’ Zambrotta |

| Arbitro: | Gregoroni (Napoli) |

|                                      |           |  |
| Cecconi 36’ Ferrigno 62’ Zamuner 82’ | Marcatori |  |

| Arbitro: | Acronzio (Teramo) |

|          |           |            |
| Toni 83’ | Marcatori | 9’ Cecconi |

| Arbitro: | Apricena (Firenze) |

|  |           |                       |
|  | Marcatori | 1’ G. Rossi 87’ Memmo |

| Arbitro: | Mariani (Perugia) |

|             |           |                    |
| Cecconi 42’ | Marcatori | 4’ (rig.) Cecchini |

| Montevarchi 7 aprile 1996 28ª giornata | Montevarchi         | 0 – 0 | Como | Stadio Brilli Peri\| Arbitro: \| Pascariello (Lecce) \| |
| Arbitro:                               | Pascariello (Lecce) |       |      |                                                         |

| Arbitro: | Silvestrini (Macerata) |

|                  |           |                    |
| Cecconi 30’, 56’ | Marcatori | 72’ (rig.) Pompini |

| Arbitro: | Strocchia (Nola) |

|          |           |              |
| Nino 68’ | Marcatori | 79’ Ferrigno |

| Arbitro: | Gambino (Barletta) |

|                                |           |                 |
| Zauli 10’ D'Aloisio 64’ (rig.) | Marcatori | 91’ De Ascentis |

| Arbitro: | Pirrone (Messina) |

|                                   |           |  |
| Zambrotta 1’ Cecconi 37’ Lomi 58’ | Marcatori |  |

| Arbitro: | Guiducci (Arezzo) |

|             |           |  |
| Giorgio 20’ | Marcatori |  |

| Arbitro: | Alario (Civitavecchia) |

|                               |           |  |
| Cecconi 33’, 84’ Ferrigno 69’ | Marcatori |  |

### Playoff
| Como 8 giugno 1996 Semifinale - Andata | Como               | 0 – 0 | SPAL | Stadio Giuseppe Sinigaglia\| Arbitro: \| Gregoroni (Napoli) \| |
| Arbitro:                               | Gregoroni (Napoli) |       |      |                                                                |

| Arbitro: | Cardella (Torre del Greco) |

|                                  |           |                                                                                             |
| Sussi 6’ (rig.), 74’, 88’ (rig.) | Marcatori | 30’ Consonni 63’ (aut.) Sussi 72’ De Ascentis 77’ Zamuner 86’ A. Bonomi 90’ (rig.) Ferrigno |

| Arbitro: | Preschern (Mestre) |

|                 |           |  |
| C. Esposito 84’ | Marcatori |  |

## Coppa Italia
| Arbitro: | Serena (Bassano del Grappa) |

|  |           |             |
|  | Marcatori | 69’ Parlato |

## Coppa Italia Serie C
| Arbitro: | Castellani (Verona) |

|                      |           |          |
| Adamo 26’ Bonesi 58’ | Marcatori | 16’ Lomi |

| Arbitro: | Innocente (Udine) |

|               |           |              |
| Vignaroli 29’ | Marcatori | 85’ Bonavita |